# Vinoj De Silva
Vinoj Suranjaya De Silva Muthumuni  (* 9. Januar 1995 in Balapitiya) ist ein sri-lankischer Leichtathlet, der sich auf den Sprint spezialisiert hat.

## Sportliche Laufbahn
Erste internationale Erfahrungen sammelte Vinoj De Silva 2014 bei den Juniorenasienmeisterschaften in Taipeh, bei denen er mit der sri-lankischen 4-mal-100-Meter-Staffel in 40,37 s den vierten Platz belegte. 2015 nahm er über 200 Meter an den Asienmeisterschaften in Wuhan teil und schied dort mit 21,57 s im Halbfinale aus. Zudem belegte er mit der Staffel in 39,38 s den vierten Platz. Anschließend gewann er mit der Staffel die Bronzemedaille bei den Militärweltspielen im südkoreanischen Mungyeong. 2016 gewann er bei den Südasienspielen in Guwahati in 21,00 s die Goldmedaille über 200 Meter sowie in 39,96 s auch mit der Staffel. 2017 nahm er erneut an den Asienmeisterschaften in Bhubaneswar teil und schied über 100 und 200 Meter jeweils im Halbfinale aus und belegte mit der Staffel erneut Platz vier.
2018 nahm er zum ersten Mal an den Commonwealth Games im australischen Gold Coast teil und belegte mit der sri-lankischen Staffel den sechsten Platz mit neuem nationalen Rekord von 39,08 s. Im Jahr darauf nahm er erneut an den Südasienspielen in Kathmandu teil und gewann dort in 21,19 s die Silbermedaille über 200 Meter hinter dem Pakistani Uzair Rehman und wurde über 100 Meter in 10,79 s Sechster. Zudem siegte er mit der Staffel mit neuem Spielerekord von 39,14 s.
2016 und 2019 wurde De Silva sri-lankischer Meister im 200-Meter-Lauf.

## Persönliche Bestleistungen
- 100 Meter: 10,27 s (+0,9 m/s), 11. Mai 2018 in Kuala Lumpur
- 200 Meter: 20,68 s (+1,5 m/s), 27. April 2018 in Colombo (sri-Lankischer Rekord)